# نورث‌کوت، ویکتوریا
نورث‌کوت (به انگلیسی: Northcote) یک منطقهٔ مسکونی در استرالیا است که در City of Darebin واقع شده‌است.